# Valeur propédeutique de l'espéranto
 (janvier 2021).
Si vous disposez d'ouvrages ou d'articles de référence ou si vous connaissez des sites web de qualité traitant du thème abordé ici, merci de compléter l'article en donnant les références utiles à sa vérifiabilité et en les liant à la section « Notes et références ».
La valeur propédeutique de l'espéranto est, selon les défenseurs de cette langue, la faculté qu'elle aurait  de faciliter, chez ceux à qui elle est enseignée, l'apprentissage d’autres langues.
Selon Claude Piron, l'espéranto peut aussi aider grâce à ses effets psychologiques bénéfiques sur les élèves.

## Expérimentations historiques

### Projet EKPAROLI
Cette section ne s'appuie pas, ou pas assez, sur des sources secondaires ou tertiaires indépendantes du sujet.

Pour l'améliorer, ajoutez-en, ou placez des modèles {{Source secondaire souhaitée}} ou {{Source secondaire nécessaire}} sur les passages mal sourcés. (octobre 2022)
De 1994 à 2000, le Projet EKPAROLI se déroule à Melbourne en Australie. Il a pour objectif de mettre en évidence que l'étude de l'espéranto facilite l'apprentissage d'une langue asiatique (japonais par exemple).
Les résultats montrent que les évaluations faites par les enseignants ont dégagé un net différentiel entre les élèves ayant appris l'espéranto au préalable et les autres.

### Collège de Somero
De 1958 à 1963, une étude est menée au Collège de Somero en Finlande. L'objectif est d'examiner les progrès dans l’étude de l’espéranto et contrôler si celle-ci aide ou pénalise l’étude de l’allemand. 
L’expérimentation a eu lieu sous le contrôle du ministère de l’Enseignement.
Les conclusions sont, :
- le niveau de connaissance atteint en espéranto était évidemment tel qu’il ne pourrait être atteint en n’importe quelle autre langue étrangère ;
- on a constaté, chez les élèves d’espéranto, une incontestable supériorité dans la capacité à acquérir l’allemand ;
- la rapidité d’acquisition des résultats en espéranto a généré chez eux courage et confiance en soi ;
- la capacité d’assimiler de nouvelles formes d’expression les a aidés dans l’acquisition d’une nouvelle langue étrangère.

### Enerton Park School, Denton
À partir de 1948, une étude est menée à Enerton Park School à Manchester au Royaume-Uni. L'objectif est d'examiner si, pour des élèves ayant moins de facilité, l’étude préalable de l’espéranto facilite l’étude du français.
La conclusion de cette étude est qu'un enfant peut apprendre en 6 mois environ plus d’espéranto que de français en 3-4 ans. Si tous les enfants apprenaient l’espéranto pendant 6 à 12 mois sur les 4 à 5 années d’étude de français, ils gagneraient beaucoup et ne perdraient rien.

### Lycée public de New York
De 1934 à 1935, une étude est menée dans un lycée public de New York. L'objectif en est d'examiner l’influence d’un semestre d’étude de l’espéranto sur l’étude ultérieure du français, et l’influence parallèle sur la langue maternelle, l’anglais.

### Collège Wellesley, département de psychologie
En 1924, une étude est menée au Collège Wellesley dans l'Ohio, aux États-Unis, dans le département de psychologie. Les objectifs en sont d'examiner si les langues « de synthèse » sont plus faciles et plus rapides à assimiler que les langues ethniques et de comparer l’espéranto et le danois.
Les conclusions sont que les étudiants en espéranto ont acquis des résultats meilleurs que les étudiants en danois, entre autres en raison de la structure interne de l’espéranto et grâce à l’intérêt et à l’enthousiasme, que l’espéranto a éveillés dans l’esprit des étudiants.

## Expérimentations internationales

### Expérimentation internationale de pédagogie didactique, première région
De 1971 à 1974, une expérimentation internationale de pédagogie didactique est organisée par la Ligue Internationale des Enseignants Espérantophones (ILEI), avec la collaboration de 2 classes de Bulgarie, 9 de Hongrie, 5 d’Italie et 6 de Yougoslavie. Les objectifs sont, :
- démontrer que, dans des conditions normales d’enseignement, l’espéranto est plus facile à apprendre que les autres langues ;
- examiner si l’étude de l’espéranto apporte un enrichissement de la compréhension linguistique en général, grâce auquel on atteint une meilleure compréhension de la langue maternelle ;
- examiner si l’espéranto, comme langue internationale neutre, possède bien des qualités pédagogiques utilisables et si, en conséquence, il facilite l’étude des autres langues ;
- démontrer que, déjà dans le cours de son étude, l’espéranto est utilisable de diverses façons plus que des autres langues étrangères.

### Expérimentation internationale de pédagogie didactique, deuxième région
De 1975 à 1977, une expérimentation internationale de pédagogie didactique est organisée par la Ligue Internationale des Enseignants Espérantophones (ILEI) avec 16 élèves de
Belgique, 45 de France, 90 de Grèce, 77 de la République Fédérale d’Allemagne et 74 des Pays Bas. Il y a notamment eu un week-end en commun à St.Gérard (B) en 1977 : enseignement en espéranto des mathématiques, de la géographie (« L’Europe et nous »), du dessin, de sport, de musique et d’espéranto.
Les objectifs étaient :
- démontrer, le meilleur accomplissement de l’étude, avec une plus grande économie de moyens ;
- étudier l’influence de l’espéranto sur une meilleure étude de la langue maternelle ;
- mettre en évidence l’accélération des progrès en lecture et en orthographe chez les enfants, notamment chez ceux qui ont des difficultés en ces domaines ;
- former une aptitude à la compréhension en langue de telle façon que les enfants soient capables d’apprendre plus facilement les autres langues étrangères ;
- contribuer à l’éducation européenne des enfants et à un internationalisme humaniste.

Les conclusions sont :
- opinion d’un inspecteur général belge non-espérantiste : « L’espéranto est la langue qui convient comme base pour ceux qui ont l’intention d’apprendre d’autres langues étrangères » ;
- on constate une progression dans le sens d’un accès à un internationalisme complet. En outre, l’espéranto se révèle comme un instrument bien adapté d’intercompréhension directe et comme un excellent intermédiaire dans les différentes disciplines.

### Enseignement d’orientation aux langues: modèle de Paderborn
Pendant la deuxième moitié des années 1970 et le début des années 1980,, un enseignement d’orientation aux langues est mené selon le modèle de Paderborn. Cette forme d’enseignement a fait l’objet d’une étude approfondie par l’équipe de l’Institut de Pédagogie Cybernétique de Paderborn (Allemagne Fédérale), sous la direction du Professeur Docteur H. Frank, bien connu dans les milieux cybernéticiens.
Elle se caractérise par l’introduction à l’étude des langues étrangères en visant des enfants de 8 à 10 ans et elle est basée sur la comparaison de langues en utilisant pour cela l’espéranto comme outil de référence. Du fait qu’elle est parfaitement adaptée aux enfants, elle se révèle pédagogiquement extrêmement efficace. Mesurés scientifiquement, les résultats confirment que cet enseignement d’orientation aux langues :
- accroît considérablement l’intérêt des enfants pour la diversité des langues et des cultures européennes ;
- nécessite un investissement en temps moins important, et l’économie de temps rend possible l’étude d’autres langues étrangères ;
- facilite même l’enseignement de la langue maternelle, de la géographie et des mathématiques ;
- crée très tôt une possibilité de communication inter-ethnique adaptée aux enfants, sans limiter l’horizon de ceux-ci au pays d’une langue privilégiée. De cette manière, il ouvre la voie à une meilleure communication entre les peuples sans discrimination linguistique.

## Études

### Étude de l'université de Colombia, États-Unis
De 1925 à 1931, une étude est menée à l'Université de Colombia, à New York. L'objectif est d'examiner si, et dans quelle mesure, une langue planifiée est plus facile à apprendre qu’une langue ethnique. L’expérience a été organisée, sur commission de l'IALA (International Auxiliary Language Association), par le Docteur Edward Thorndike, directeur de la section de psychologie de l’Institut d’études éducatives de l'Université de Colombia.
Les conclusions montrent :
- il est possible à un étudiant moyen de comprendre en 20 heures l’espéranto écrit et parlé, mieux qu’il ne comprend le français, l’allemand, l’italien ou l’espagnol après 100 heures d’étude ;
- 5 heures d’étude d’allemand n’ont pratiquement aucun effet ; 5 heures d’étude d’espéranto suffisent pour donner une idée générale de la grammaire de l’espéranto tout entière ;
- en général, dans un délai de 10 à 100 heures de travail, les résultats acquis dans l’étude d’une langue de synthèse sont 5 à 15 fois supérieurs à ceux atteints dans l’étude d’une langue ethnique, suivant la difficulté de celle-ci… (p. 6-7 du rapport de Eaton) ;
- chez les locuteurs de l’anglais, les résultats atteints dans l’étude du latin, de l’allemand et du français sont meilleurs, s’ils ont au préalable appris une langue planifiée comme propédeutique d’initiation (p. 27-30 du même rapport).

### Université Eötvös Lorand, Hongrie
De 1962 à 1963, une étude est menée à l'Université Eötvös Lorand de Budapest en Hongrie. L'objectif était de comparer, dans trois classes d’une école du deuxième degré, les résultats atteints dans l’étude de l’espéranto, avec ceux atteints en russe, en anglais et en allemand.
Les conclusions sont que pour les enfants hongrois, les coefficients de résultat, en regard du but défini à atteindre, ressortent ainsi : pour le russe 30 %, pour l’allemand 40 %, pour l’anglais 60 %, et pour l’espéranto 130 %,.

« Ces indicateurs démontrent parfaitement les premiers constats faits par le professeur Barczi : dans les conditions d’étude des langues à l’école, l’espéranto est la seule langue étrangère dont les objectifs d’enseignement sont effectivement réalisables. »

— Szerdahelyi, 1970, cité dans Lobin, p.39.